# Altenwegshof
Der Altenwegshof ist ein Wohnplatz im Stadtteil Walporzheim der Stadt Bad Neuenahr-Ahrweiler im Landkreis Ahrweiler in Rheinland-Pfalz.
Zu Ende des 19. Jahrhunderts bestand der Wohlplatz aus zwei Häusern mit 4 Bewohnern. Im Frühjahr 1925 kaufte die Staatliche Lehr- und Versuchsanstalt für Weinbau, Gartenbau und Landwirtschaft in Ahrweiler den Altenwegshof als Stützpunkt zur Förderung der Versuchstätigkeit in der Landwirtschaft. 15 Jahre später wurde das Gut wieder verkauft. Heutzutage befindet sich dort eine Ausflugslokal.
Der Altenwegshof befindet sich ca. 700 Meter nordwestlich von Walporzheim und ein Kilometer östlich vom Kloster Marienthal an der Weinlage Pfaffenberg.